# (474056) 2016 HJ6
(474056) 2016 HJ6 es un asteroide perteneciente al cinturón de asteroides, descubierto el 25 de noviembre de 2009 por el equipo del Spacewatch desde el Observatorio Nacional de Kitt Peak, Arizona, Estados Unidos.

## Designación y nombre
Designado provisionalmente como 2016 HJ6.

## Características orbitales
2016 HJ6 está situado a una distancia media del Sol de 2,619 ua, pudiendo alejarse hasta 3,087 ua y acercarse hasta 2,151 ua. Su excentricidad es 0,178 y la inclinación orbital 12,99 grados. Emplea 1548 días en completar una órbita alrededor del Sol.

## Características físicas
La magnitud absoluta de 2016 HJ6 es 16,38.